# Wikijunior
Wikijunior – projekt Wikimedia Foundation, powstały 7 października 2004, mający na celu utworzenie zbioru książek dla dzieci w przedziale wiekowym od urodzenia do dwunastego roku życia. Działa on w ramach projektu Wikibooks. Książki te zawierają wiele ilustracji, fotografii, diagramów i oryginalnych rysunków. Pisane są przez społeczność pisarzy, nauczycieli, studentów i młodych ludzi z całego świata. Książki te niosą ze sobą prawdziwe i weryfikowalne informacje. Książki rozprowadzane są na zasadach wolnej licencji GNU Free Documentation License.
Polska wersja tego serwisu jest obecnie w stadium zalążkowym.